# David William Bacon

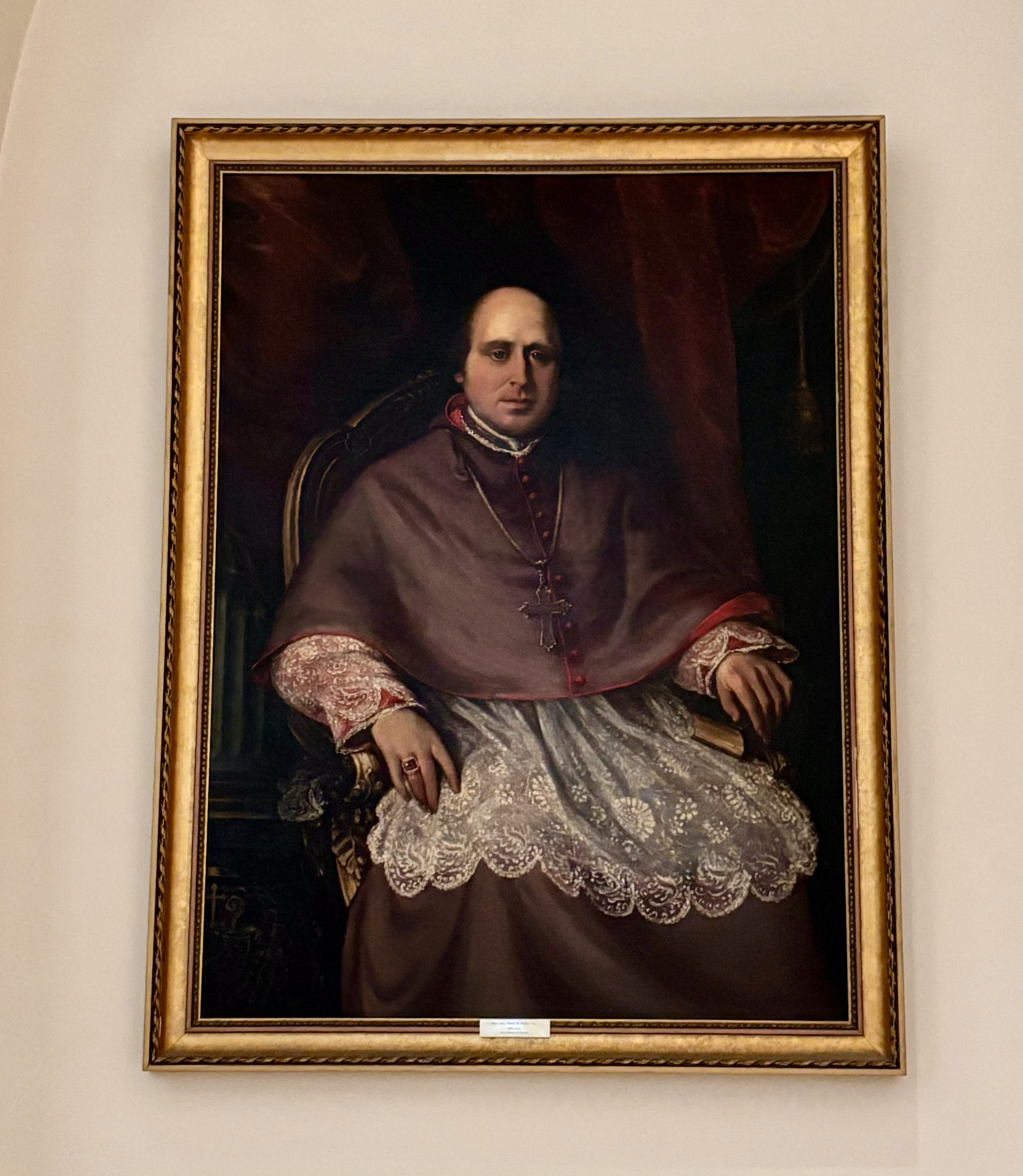
Gemälde von David William Bacon

David William Bacon (* 15. September 1815 in New York City, Vereinigte Staaten; † 5. November 1874  ebenda) war ein US-amerikanischer Geistlicher und römisch-katholischer Bischof von Portland.

## Leben
David William Bacon empfing am 10. Juni 1838 die Priesterweihe und war auf dem Gebiet des späteren Bistums Brooklyn tätig.
Papst Pius IX. ernannte ihn am 23. Januar 1855 zum ersten Bischof des anderthalb Jahre zuvor errichteten Bistums Portland, nachdem der Generalvikar von Baltimore, Henry B. Coskery, die Ernennung abgelehnt hatte. Der Erzbischof von New York, John Joseph Hughes, spendete ihm am 22. April desselben Jahres in der New Yorker St. Patrick’s Cathedral die Bischofsweihe; Mitkonsekratoren waren der Bischof von Boston, John Bernard Fitzpatrick, und der Bischof von Brooklyn, John Loughlin. Die Amtseinführung in der zur Prokathedrale erhobenen St. Dominic’s-Kirche in Portland fand am 31. Mai desselben Jahres statt. Sein Wahlspruch war Courage and Hope.
Bei seinem Amtsantritt verfügte das Bistum Portland lediglich über acht Kirchen. Die Stimmung in der Bevölkerung war in den frühen 1850er Jahren durch antikatholische Ressentiments geprägt, die in Brandanschlägen auf zwei Kirchen und dem Teeren und Federn eines Jesuiten gipfelten. Bacon war daher als Laie gekleidet nach Portland angereist, um Unruhen zu vermeiden. Zu seinen ersten Initiativen gehörte der Ankauf des Geländes für die heutige Kathedrale. Für eine erste Kapelle legte er im Mai 1856 den Grundstein, die Einweihung fand noch im selben Jahr statt. Der gerade begonnene Kathedralbau und die Bischofsresidenz fielen 1866 einem Brand zum Opfer. Für den Wiederaufbau unternahm Bacon Spendenreisen nach New York, Boston und Kanada. Außerdem gewann er den Architekten Patrick Keeley, dessen Pfarrer er in Brooklyn gewesen war. Die Konsekration der Kathedrale im September 1869 durch den Bischof von Boston, John Joseph Williams, wurde von einem schweren Sturm überschattet, der die Turmspitze zerstörte, aber keine Verletzten forderte.
In einer Zeit, die von starken Vorurteilen gegenüber den Katholiken geprägt war, gelang Bacon der Aufbau des Bistums und die Gründung zahlreicher Kirchen, Schulen und Ordensniederlassungen. Bei seinem Tod zählte das Bistum Portland 70.000 Katholiken und verfügte über 63 Kirchen. Bacon starb auf dem Rückweg von einer Reise nach Rom in New York. Seine Grabstätte fand er in der Krypta der Kathedrale.